# Rolando Cárdenas
Rolando Cárdenas Vera (Punta Arenas, 23 de marzo de 1933 - Santiago de Chile, 17 de octubre de 1990) fue un poeta chileno de la Generación del 50.

## Biografía
Su padre fue Tomás Cárdenas Cárdenas, pastor ovejero  y domador de caballos proveniente de Curaco de Vélez en Chiloé quien murió en 1940, cuando Rolando tenía apenas siete años de edad. Su madre, Natividad Vera Barrientos, fallecerá cuatro años más tarde; ella le enseñó a leer y a conocer los cuentos tradicionales  de Hans Christian Andersen y de los Hermanos Grimm, que le generaría su primera relación mítica con la imaginería poética. En 1944, al quedar huérfano  pasa a depender de su abuela materna, Candelaria Barrientos  a quien el vate le dedicará  uno de sus poemas más sentidos: Manos tejedoras. 
Sus estudios iniciales los realizó en la Escuela Superior de Hombres N.º 15, en un barrio popular de Punta Arenas, después continuó en la  Escuela Industrial Superior de la misma ciudad chilena.
La niñez de Rolando Cárdenas estuvo sellada por el medio geográfico, su ambiente austero y su comportamiento de muchacho solitario, taciturno y devoto de su escasa familia.
Al finalizar la enseñanza secundaria, Cárdenas se ocupa dos años como obrero en la Empresa Nacional del Petróleo de Chile. En 1954 se traslada  a Santiago, para  estudiar en la Universidad Técnica del Estado donde se gradúa  de Constructor Civil, profesión que sólo desempeñó en espacios transitorios de su vida.
En Santiago trabará amistad con el poeta Jorge Teillier. Ambos son los exponentes más destacados de la denominada, poesía lárica.
El escritor Ramón Díaz Eterovic escribió en su poema Cárdenas:

Algunas tardes vuelvo a la cantina/ donde él embriagaba su sonrisa provinciana./ Sus poemas saltan a mi memoria,/como huidizos y lejanos copos de nieve.

Rolando Cárdenas Vera muere en Santiago de Chile, el 17 de octubre de 1990.

## Obra
- Tránsito breve (1961),
- En el invierno de la provincia (1963),
- Personajes de mi ciudad (1964),
- Poemas migratorios (1974),
- Qué tras esos muros (1986).
- Vastos Imperios (1994) (Libro póstumo).

## Antología
- El viajero de las lluvias, Descontexto Editores (2015)